# Poledník (Böhmerwald)
Der Poledník (deutsch Mittagsberg) ist ein 1315 m hoher Berg in Tschechien. Er liegt 4,5 Kilometer südlich von Prášily im Böhmerwald nahe der Grenze zu Bayern.

## Lage und Umgebung
Nordöstlich des Poledník, steil unterhalb des Kammzugs zum Nebengipfel Skalka (Kleine Riegeln, 1237 m), befindet sich der Karsee Prášilské jezero (Stubenbachsee) und das Kareisdenkmal. Nach Süden schließt sich der Hirschgesprengsattel (Jelení skok) an, über den die Grenze verläuft. Östlich befindet sich der Jezerní hřbet (Seekamm) mit dem Jezernice (Seerücken, 1266 m) und dem Nova Studnice (Neubrunnberg, 1239 m), südöstlich der Oblík (Steiningberg, 1225 m) und die Javoří pila. Nach Westen liegen jenseits des Tals des Hochfichtenbachls der Schachtenhausriegerl (1168 m) und der Scheuereckberg (1193 m). Gegen Nordwesten befindet sich das Tal des Prášilský potok.

## Geschichte

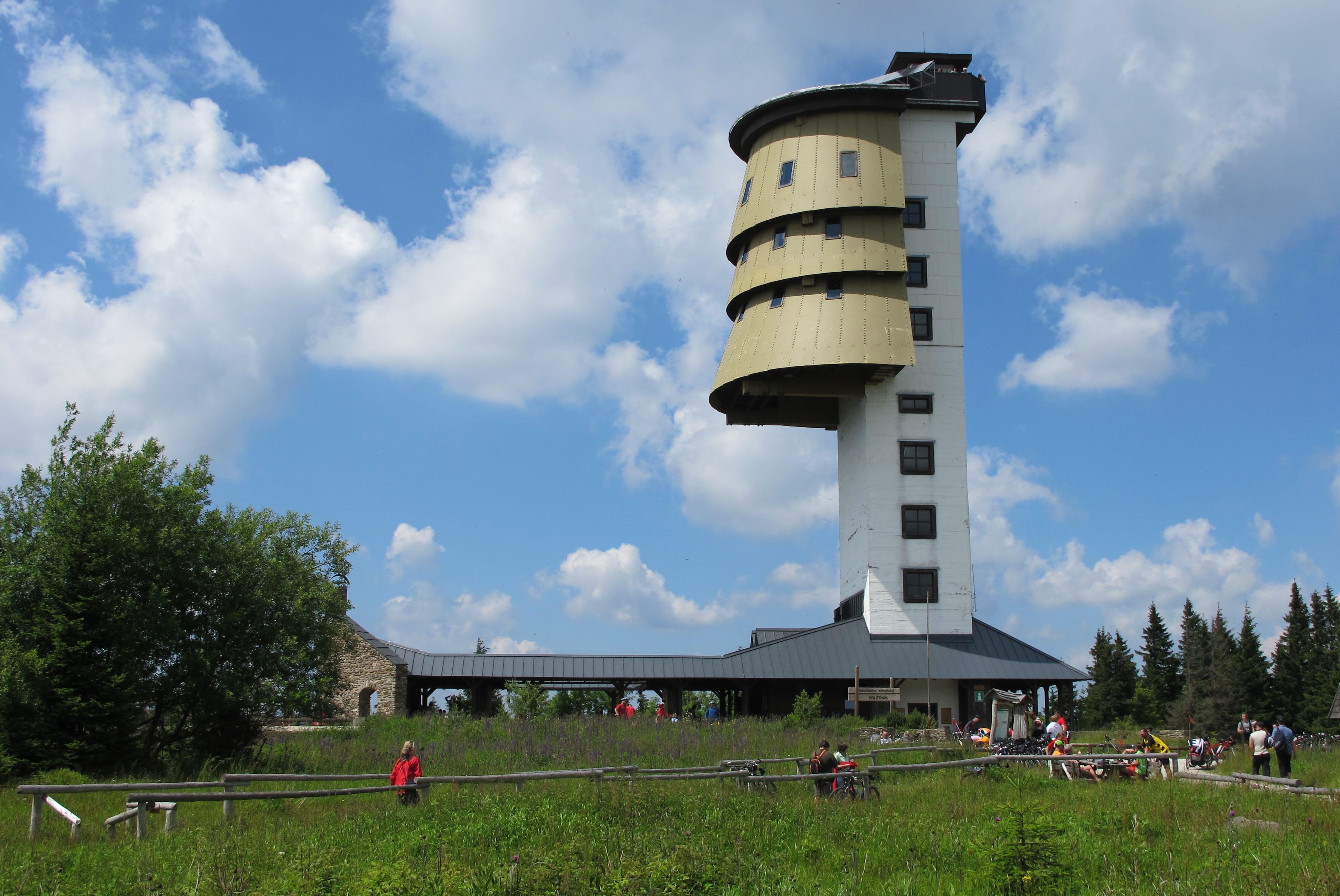
Aussichtsturm am Gipfel des Poledník

Der Poledník befand sich seit der Errichtung des Eisernen Vorhangs im militärischen Sperrgebiet und gehörte zum Truppenübungsplatz Dobrá Voda.
Zum Ende der 1960er-Jahre errichtete die Tschechoslowakische Volksarmee auf dem Berg ein militärisches Objekt zur Funk- und Funktechnischen Aufklärung. Ähnliche Anlagen befanden sich entlang der Grenze weiter nördlich am Velký Zvon (Plattenberg), Čerchov (Schwarzkopf) und Dyleň (Tillen).
Nach der Auflösung des Sperrgebietes nach 1989 kaufte 1997 die Nationalparkverwaltung das Objekt. Der Großteil der militärischen Anlagen auf dem Berg wurde abgerissen, und es erfolgte die Umgestaltung des Turmes zu Aussichtszwecken. Gleichzeitig wurde ein kleines Museum zur Turmgeschichte, insbesondere zur militärischen Nutzung integriert.
Am nordöstlichen Fuße des Kammes lag bis 1948 die kleine Ansiedlung Jezerní (Seeberg), an deren Stelle ein Panzerschießplatz errichtet wurde. Der ehemalige Schießplatz Jezerní ist wegen der dort lagernden Munitionsreste unzugänglich und der natürlichen Wiederbewaldung überlassen worden.
Der im Juli 1998 eröffnete Aussichtsturm hat eine Höhe von 37 Metern und ist nur in den Monaten Juni bis Oktober über 227 Stufen begehbar. Er bietet einen weiten Ausblick über den mittleren Böhmerwald und den Bayerischen Wald, bei Fernsicht auch bis zu den Alpen. Neben dem Turm entstand eine Hütte, in der ein Imbiss untergebracht ist.
Ganzjährig ist der Poledník über den 8,5 km langen rot markierten Wanderweg von Prášily aus erreichbar. Der Grenzweg, der von der Frantův most am Gsenget über den Poledník zur Javoří pila verläuft, ist nur vom Juli bis September freigegeben, da er durch das Auerhuhnschutzgebiet des Nationalparkes Šumava führt.